# Mendoza dersuuzalai
Mendoza dersuuzalai – gatunek pająka z rodziny skakunowatych.
Gatunek ten został opisany w 1992 roku przez Dimitrija Łogunowa i Wandą Wesołowską jako Marpissa dersuuzalai. W 1999 roku umieszczony został przez Łogunowa w rodzaju Mendoza.
Samce tego pająka osiągają od 2,53 do 2,88 mm długości i od 1,8 do 2,05 mm szerokości prosomy oraz od 2,88 do 3,45 mm długości i od 1,45 do 1,7 mm szerokości opistosomy. U samic wymiary prosomy to od 2,85 do 3,02 mm długości i od 1,95 do 2,3 mm szerokości, a opistosomy od 2,85 do 3,02 mm długości i od 1,95 do 2,3 mm szerokości. Ciemnobrązowy karapaks samca z czarno szagrynowanym rejonem oczu, pięcioma kropkami białych włosków za tym rejonem i wąską, białą przepaską wzdłuż brzegów bocznych. U samca szczękoczułki, sternum i, z wyjątkiem jasnych brzegów, warga dolna ciemnobrązowe. Przednia krawędź jego szczękoczułków z jednym, a tylna z dwoma ząbkami. Opistosoma samca czarna ze złocistym połyskiem, czterema parami białych kropek otoczonych polem matowym na wierzchu i dwoma podłużnymi, jasnymi paskami na spodzie. Nogogłaszczki samca ze szczypcokształtną apofizą goleniową, dodatkowym wyrostkiem na tylnej krawędzi cymbium, wydłużonym bulbusem i podwojonym embolusem. Samice mają brązowy karapaks z czarną okolicą oczu i pomarańczowymi lub żółtymi brzegami, rzadziej cały karapks czarny. Powierzchnia karapaksu białawoszaro owłosiona. Szczękoczułki samic żółte lub brązowe, sternum żółte z ciemniejszymi brzegami, odnóża żółte, niekiedy z brązową pierwszą parą. Wierzch opistosomy brązowy ze złotym połyskiem i pasem białych włosków pośrodku, spód zaś jasny z trzema ciemnymi pasami podłużnymi. Płytka płciowa samicy mała, wyposażona w dwa otwory kopulacyjne, a spermateka wielokomorowa.
Gatunek znany z dalekowschodniej Rosji, z obwodu amurskiego i Kraju Chabarowskiego.